# Tumblr
Tumblr je mikroblog platforma i društvena web stranica koju je osnovao David Karp u veljači 2007. godine. Stranica omogućuje korisniku objavljivati svoju multimediju. Korisnici imaju mogućnost pratiti druge blogove, te zaštititi svoje.
Datuma 27. veljače 2012. godine, zabilježeno je da Tumblr sadrži 46,2 milijuna blogova. U srpnju 2011. godine zabilježeno je 13,4 milijuna korisnika u Sjedinjenim Američkim Državama što je rast za 218% od srpnja 2010. godine.

## Priznanja
U kolovozu 2009. godine, osnivač Tumblra David Karp je imenovan za najboljeg mladog poduzetnika od strane časopisa Bloomberg Businessweek. U kolovozu sljedeće godine Tumblr je imenovan za finale liste Hot 125 iz New Yorka. Tijekom 2010. godine Tumblru se pridružilo mnogo poznatih pjevača i glumaca kao što su Lady Gaga, John Mayer, Wiz Khalifa, te mnogi drugi. Godine 2011., Tumblr se pridružio prosvjedu Occupy Wall Street koristeći slogan We are the 99%. Datuma 21. kolovoza 2011., Tumblr je postao prva mikroblog platforma na kojem predsjednik Barack Obama ima vlastiti blog.

## Unutarnje poveznice
- Twitter
- Web 2.0

## Vanjske poveznice
- Službena stranica
- Osoblje Tumblra
- Službena stranica na Twitteru